# Головчинський Йосип Степанович
Йосип Степанович Головчинський (?, село Броварі, Австро-Угорщина, тепер Бучацького району Тернопільської області — ?) — український радянський діяч, голова колгоспу «30-річчя Жовтня» Золото-Потіцького району Тернопільської області. Депутат Верховної Ради УРСР 3-го скликання.

## Життєпис
Йосип народився у селянській родині. Мати померла, батько служив у австрійській армії під час Першої світової війни. Йосип з дитячих років наймитував. Був шевцем і теслею у містечку Язловець.
Потім здобув спеціальність муляра і понад 19 років працював майстром-мулярем у містечку Язловець та навколишніх селах Тернопільського воєводства Польщі.
Після німецько-радянської війни працював мулярем на відбудові селища Золотий Потік та сіл Золото-Потіцького району Тернопільської області.
З 1950 року — голова колгоспу «30-річчя Жовтня» села Броварі Золото-Потіцького району Тернопільської області.

## Нагороди
- ордени
- медалі